# Kúluhyrna
Kúluhyrna är en bergstopp i republiken Island. Den ligger i regionen Västfjordarna, 200 km norr om huvudstaden Reykjavík. Toppen på Kúluhyrna är 786 meter över havet.
Trakten runt Kúluhyrna är nära nog obefolkad, med mindre än två invånare per kvadratkilometer. Närmaste större samhälle är Þingeyri, nära Kúluhyrna. Trakten runt Kúluhyrna består i huvudsak av gräsmarker.